# Pluovenjaure
Pluovenjaure är en sjö i Strömsunds kommun i Jämtland och ingår i Ångermanälvens huvudavrinningsområde. Sjön har en area på 0,242 kvadratkilometer och ligger 637,5 meter över havet. Sjön avvattnas av vattendraget Väktarån.

## Delavrinningsområde
Pluovenjaure ingår i det delavrinningsområde (716854-143786) som SMHI kallar för Utloppet av Pluovenjaure. Medelhöjden är 688 meter över havet och ytan är 4,45 kvadratkilometer. Räknas de 4 avrinningsområdena uppströms in blir den ackumulerade arean 13,28 kvadratkilometer. Väktarån som avvattnar avrinningsområdet har biflödesordning 3, vilket innebär att vattnet flödar genom totalt 3 vattendrag innan det når havet efter 352 kilometer. Avrinningsområdet består mestadels av skog (79 procent) och kalfjäll (15 procent). Avrinningsområdet har 0,29 kvadratkilometer vattenytor vilket ger det en sjöprocent på 6,4 procent.